# Citron jambhiri
Espèce
Le citron jambhiri, parfois citron de Java, citron verruqueux est un groupe d'agrumes sauvages  acides natif du piedmont himalayen, naturalisée de l'Assam à l'Australie, utilisé comme porte-greffe et pour son huile essentielle.

## Dénomination
काठे ज्यामिर (Kathe Jamir) en népalais, Rough lemon (citron rugueux) en anglais ou bush lemon en Australie, et Limón rugoso en espagnol, Limone rugoso en italien, Лимон дикий (Limon dikiy) (citron sauvage) en russe.
L'origine de mot serait le sanskrit Vijapura qui donne Jambīra-nimbū en hindi जम्भीरी नीबू (jambheeree neeboo) Citron vert amère. Emanuel Bonavia met en garde sur l'ambiguïté du mot lime chez les anglophones qui peut être donné aux limes, au citron, au cédrat, aux limettes et aux bigarades.

## Taxonomie
T. K. Lim (2012), la Flore indienne ou Catalogue of Life donnent Citrus x taitensis Risso (sensu Mabberley 2004; Bayer et al. 2009) synonyme de Citrus × jambhiri Lush. Antoine Risso publie effectivement une illustration sous ce titre en 1844 dans sa Flore de Nice mais le fruit n'a pas la peau rugueuse. World Economic Plants: A Standard Reference (2016) classe C. taitensis synonyme de C. limonia (la lime Rangpur) distinct de C. jambhiri Lush. Ed. Kiple (2000) donne C. taitensis synonyme de Otaheite orange qui est aussi une Rangpur mais douce décrite par A. Risso en 1844. S'en tenir à Citrus × jambhiri Lush. réduit le risque de confusion.
La plante a reçu de nombreux noms : parfois bigaradier C. aurantium subsp. jambhiri, parfois hybride de citron et de mandarine (C. limon x C. reticulata).

## Phylogénie

C. Volkamer, Rangpur et Jambhiri sont à égale distance de la mandarine ancestrale et du cédrat

La littérature donne la plante comme hydride de citron et de mandarinier sans précision, la filiation avec le citron était reconnue. En 1998 dans un premier essai de phylogénie est tenté sur 45 espèces de Citrus dont le citron jambhiri, les auteurs écrivent que l'origine est incertaine car  C . limon peut avoir été pollinisé par 3 espèces différentes mandarines. L'ascendant mandarine est confirmé par Curk et al. (2016) «tous les C. limonia , C. jambhiri et C. karna, ainsi que six accessions non classées partagent [pour ascendance] le même mandarine CT non comestible... les données cytoplasmiques et nucléaires indiquent une relation très étroite entre le citron jambhari et le citron Volkamer. Des études cytogénétiques ont également fourni des preuves que l'hybride mandarine × cédrat sont à l'origine du citron Volkamer, du citron jambhiri et de la lime Rangpur».
En 2019, une publication indienne sur 38 accessions de C. jambhiri maintient l'indécision face à la diversité: d'une part la corrélation entre les données morphologiques et moléculaires est faible, d'autre part les auteurs distinguent plusieurs populations: dans le nord-est de l'Inde une forte diversification, dans le Karnataka (au sud) un isolat génétiquement distinct.
Dans sa thèse (2022) P. Tiyara analyse de 5 marqueurs ISSR d'une collection d'agrumes indonésiens, il distingue 2 groupes: le premier autour de C. jambhiri qui est différent du second nasnaran (C. amblycarpa) et combavas (C. hystrix).

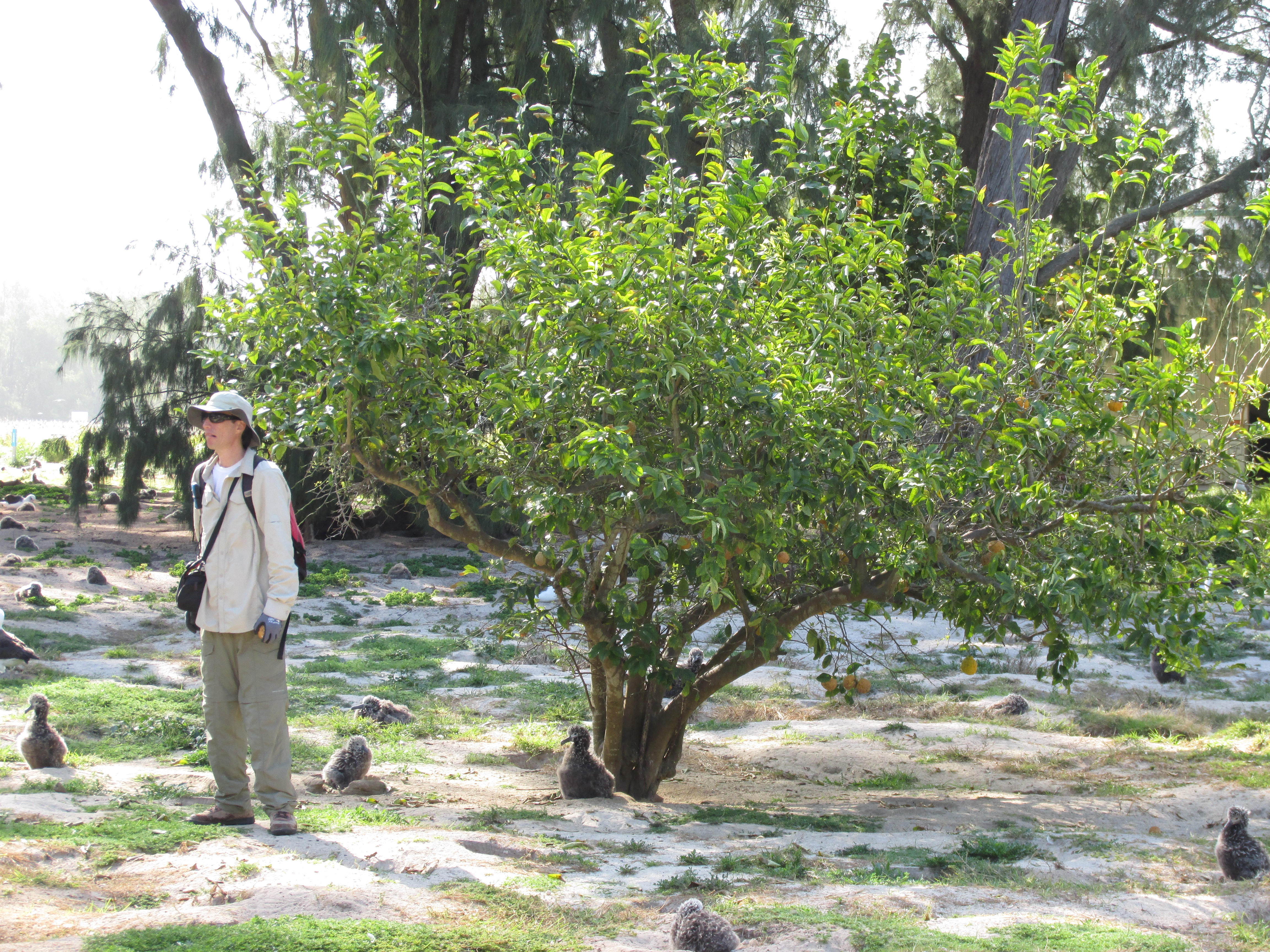
arbre de jambhiri avec fruits photographié sur l'atoll des Midway

## Morphologie
Le petit arbre buissonnant est moins épineux que le citronnier, ses feuille et ses fleurs plus petites. La forme du fruit est irrégulière. Le jus du fruit est spécialement acide, le fruit est aplati, arrondi ou ovale, l'apex est arrondi avec un mamelon plus ou moins enfoncé, sa taille de 7 cm  de large, et 6 cm de haut. La peau est jaune citron à jaune orangé à maturité, rugueuse, irrégulière, les vésicules à huile essentielle sont grosses. La pulpe jaune à maturité, généralement à 10 segments, moyennement juteuse, avec 15 à 20 graines presque toutes nucellaires.

## Cultivars ou variétés
Au nord de l'Inde la diversité est confirmée par de multiples noms: soh-mindong (fruit rond) dans les monts Khasi, godha tulai (verruqueux) dans l'Assam où il existe sauvage, jamburi dans le Mahdya Pradesh, jathi khatti dans le Penjab. Au sud kandha narangai dans le Tamil Nadu. Dutta a trouvé 6 formes distinctes de Jambhiri en Assam (d'où il induit qu'il s'agirait de la zone d'origine).

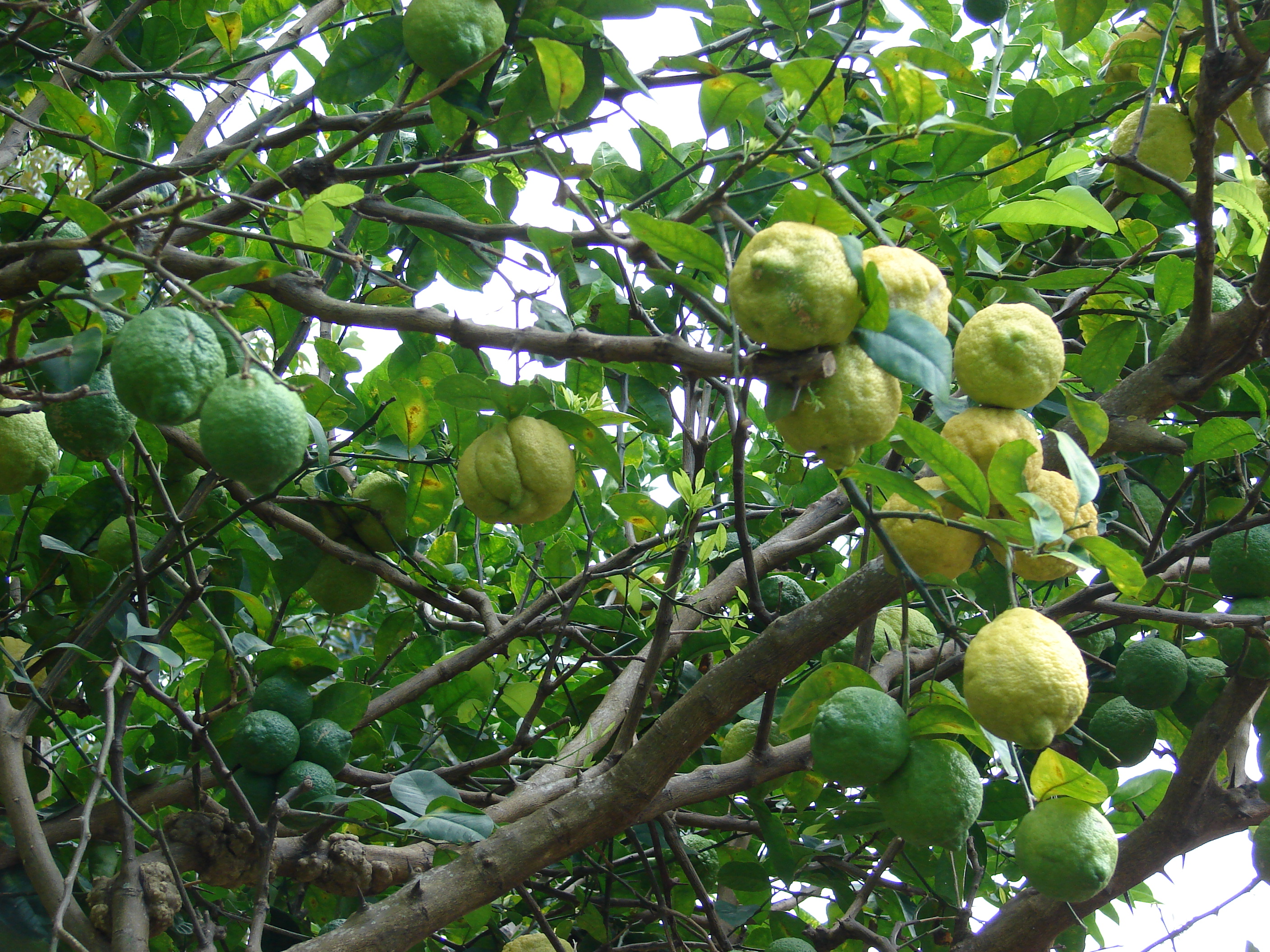
Citrons jambhiri sur l'arbre

Le citron Kachai cultivée à l'échelle des jardins à Kachai - district d'Ukhrul -(Etat de Manipur) est un cultivar réputé riche en acide ascorbique (51 %) et à saveur très rafraîchissante et agréable. On en trouve jusqu'à 1 000 m d'altitude.
Les portugais l'ont introduit dans le sud-est de l'Afrique, en Europe, puis dans le Nouveau Monde. Il est naturalisé aux Antilles et en Floride. Florida, Schaub, Vangassay, Nelspruit 15 sont des porte-greffes. L'Orange Otaheite  (C. × aurantium L. [var.] otaitensis Risso & Poit. ou C. × jambhiri var Otaheite), est un agrume nain décoratif.

## Usages

### Ethnomédecine
En médecine ayurvédique le jus est utilisé dans l'arthrite et les troubles digestifs. Aucune étude pharmacologique n'est publiée. L'activité antioxydante et le contenu en vitamine C sont moyens, inférieurs aux limes mais supérieurs aux mandarines.

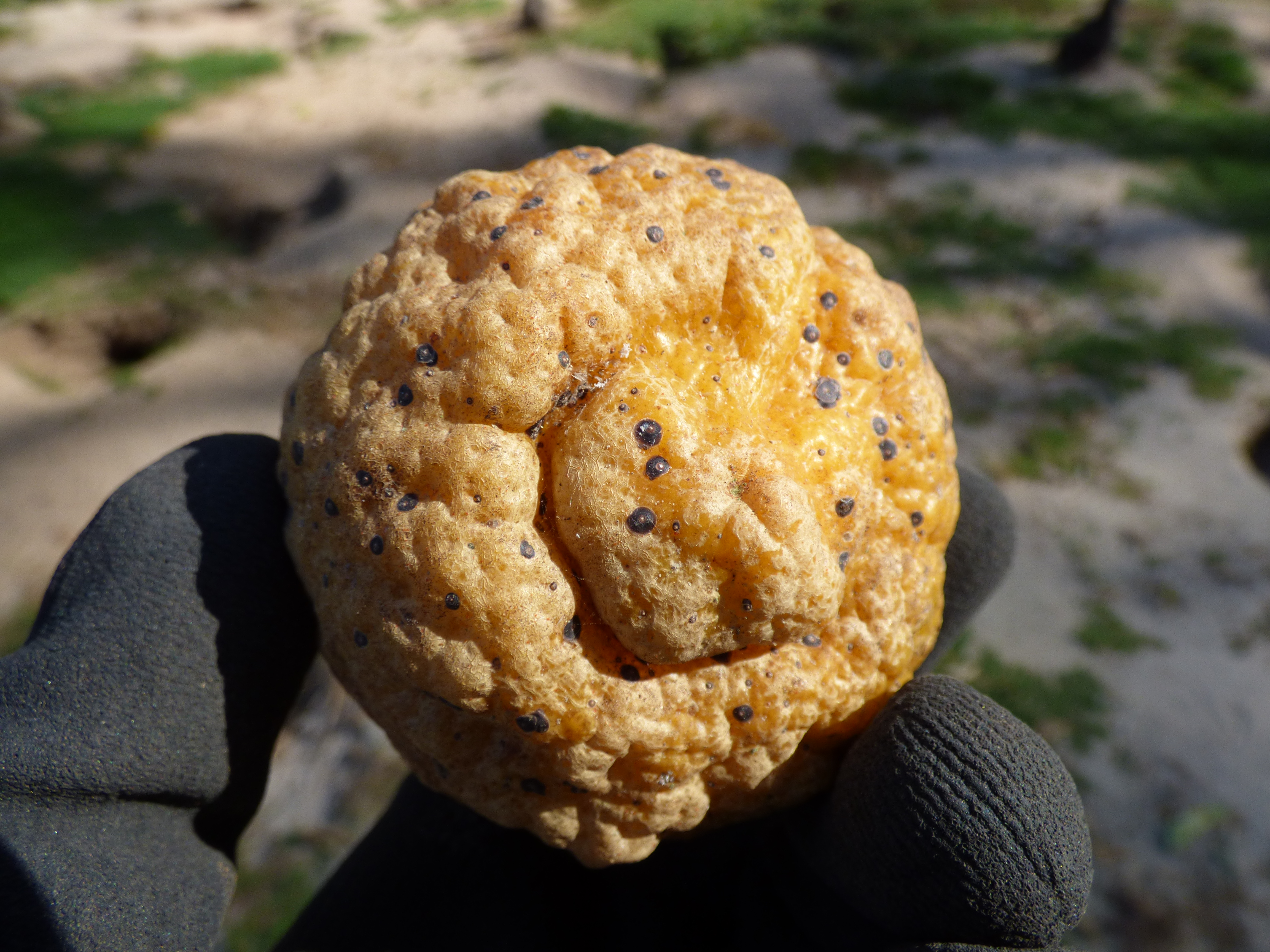
fruit mûr

### Alimentation
On en fait des boissons, des pickles, des confiseries, des gelées.

### Porte-greffe
Il est tolérant au CTV et compatible avec beaucoup d'espèces d'agrumes. Son enracinement dense, est favorables aux terrains sableux, des acides aux alcalins, en revanche il ne supporte pas les terrains lourds et humides, résiste mal au froid. Il était recherché en Afrique du Sud, en Floride et en Australie. Il est inadapté aux régions méditerranéennes. Sa sensibilité à l'alternaria des fruitiers diminue son importance comme porte-greffe.
Il est utilisé dans la régénération in vitro.

### Huile essentielle
La pulpe n'occupe qu'une petite partie du fruit, les déchets de pressage sont importants, on cherche donc à tirer parti de son huile essentielle (le rendement va jusqu'à 3.6%). L'huile essentielle montre un haut niveau de d-limonène (61 %). Giovanni Dugo (2002) a publié la compisition de l'huile essentielle de feuille qu'il qualifie d'extrêmement variable (par exemple le limonène va de 13 à 41 %, le citronellal de 0,05 à 17 %).